# Gancheng, Ningxia
Gancheng är en sockenhuvudort i Kina. Den ligger i den autonoma regionen Ningxia, i den nordvästra delen av landet, omkring 210 kilometer söder om regionhuvudstaden Yinchuan. Antalet invånare är 7 715. Befolkningen består av 3 781 kvinnor och 3 934 män. Barn under 15 år utgör 25,0 %, vuxna 15-64 år 67 %, och äldre över 65 år 6,0 %.
Runt Gancheng är det ganska tätbefolkat, med 129 invånare per kvadratkilometer. Närmaste större samhälle är Qiying, 19,6 km sydväst om Gancheng. Trakten runt Gancheng består i huvudsak av gräsmarker.
Genomsnittlig årsnederbörd är 560 millimeter. Den regnigaste månaden är september, med i genomsnitt 116 mm nederbörd, och den torraste är december, med 1 mm nederbörd.